# Aichi Kikai Kōgyō

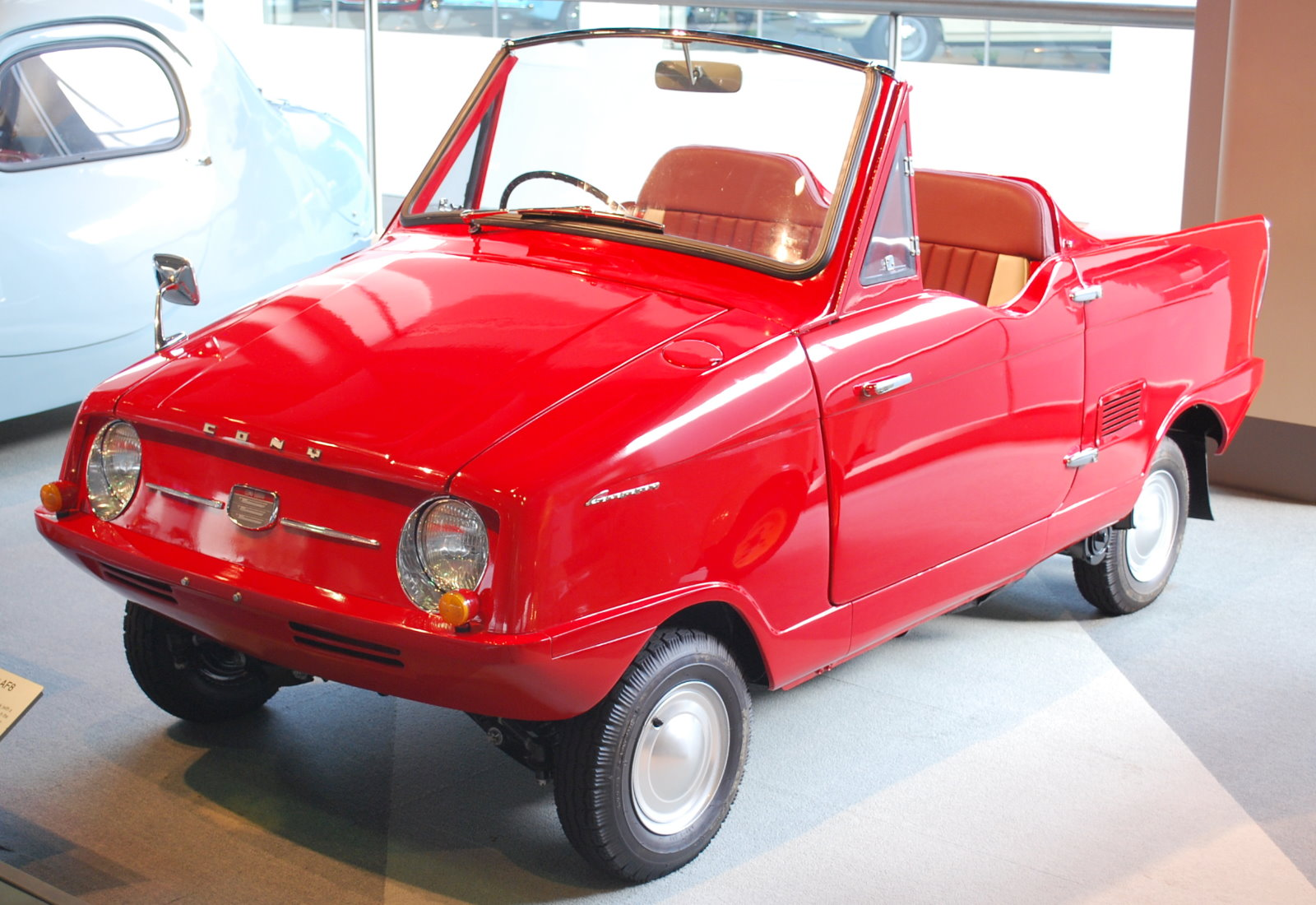
Ein 1962er Cony Guppy Sport des Typs AF8 im Toyota Automobile Museum

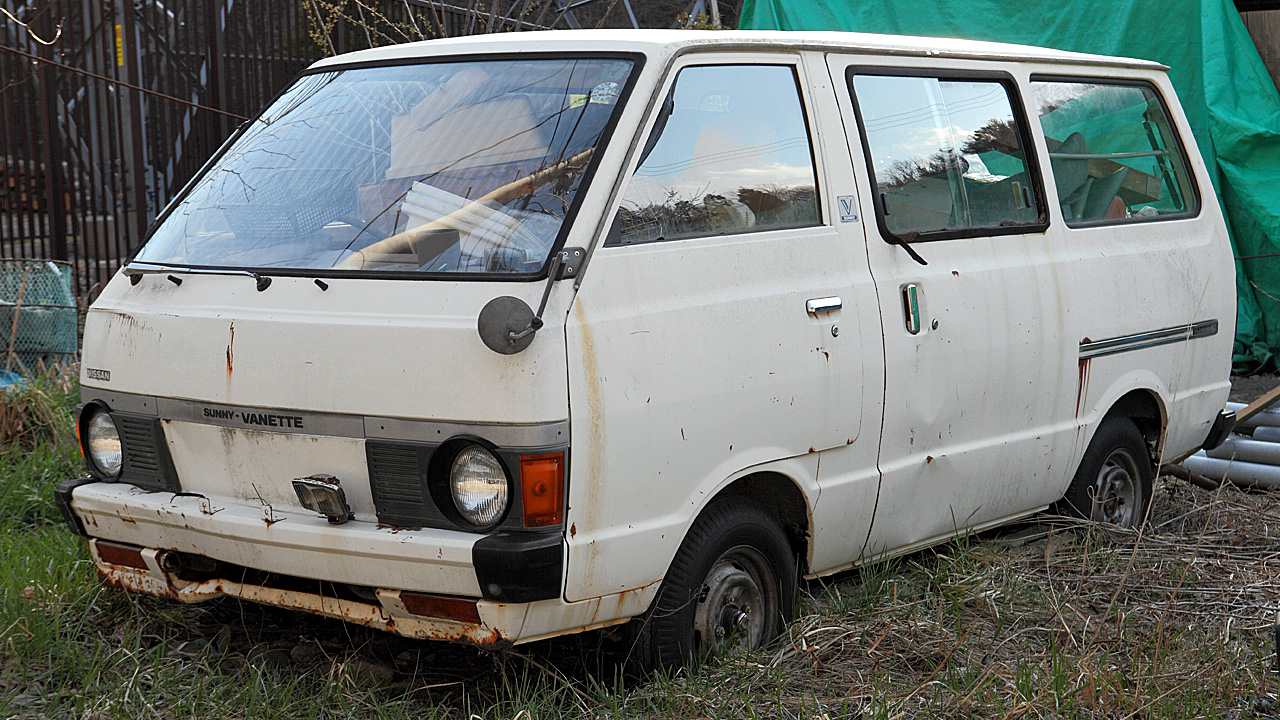
Ein früher Nissan Sunny Vanette aus Produktion der Aichi Machine Industry Co., Ltd.

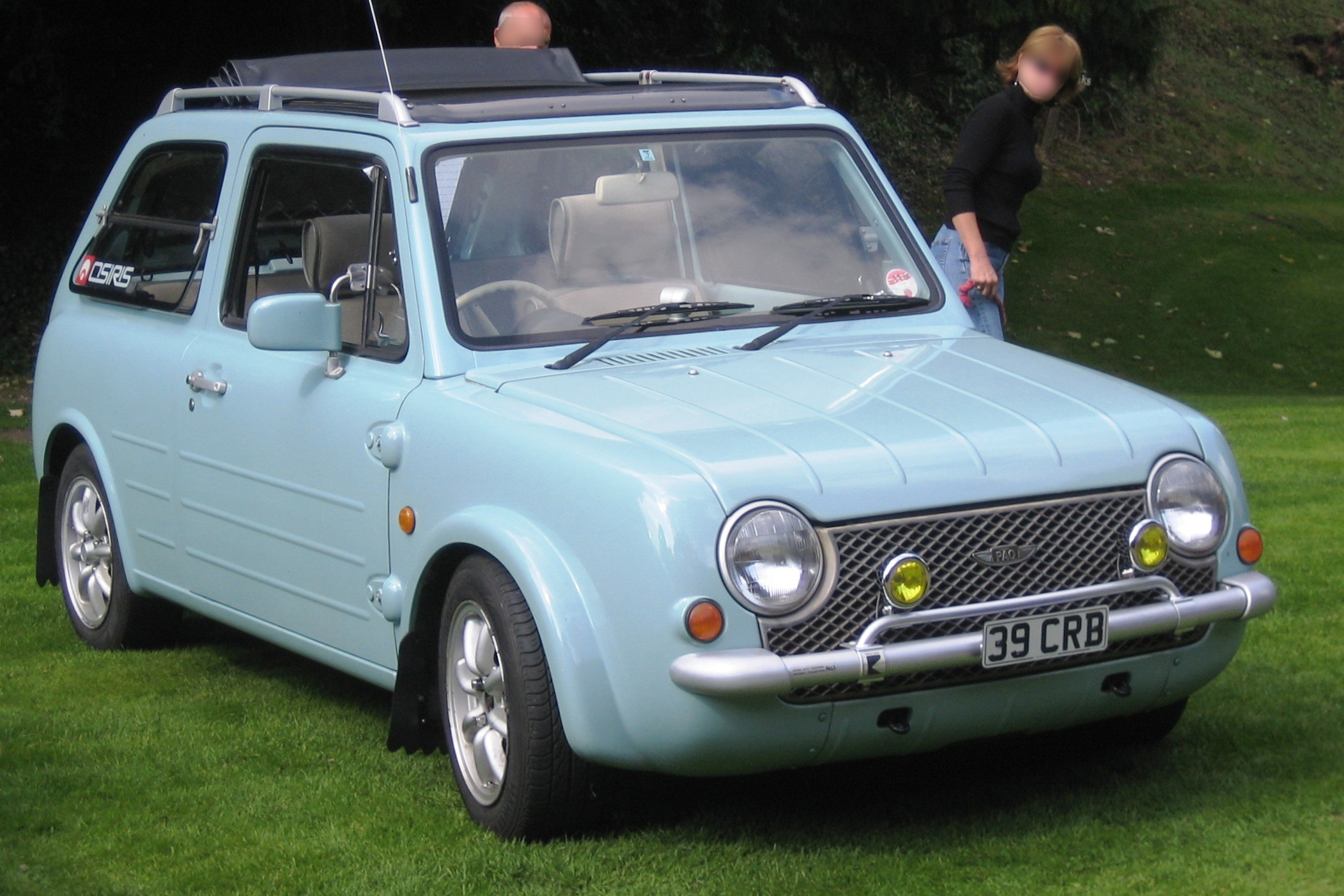
Ein Nissan Pao aus Produktion der Aichi Machine Industry Co., Ltd. beim Castle Hedingham

Die Aichi Kikai Kōgyō K.K. (jap. 愛知機械工業株式会社, Aichi Kikai Kōgyō Kabushiki kaisha, engl. Aichi Machine Industry Co., Ltd.) ist ein japanischer Automobilhersteller und Automobilzulieferer mit Sitz im japanischen Nagoya, Präfektur Aichi.

## Geschichte
Seinen Ursprung hat das Unternehmen im Juli 1898 gegründeten Uhrenmacher Aichi Tokei Seizō K.K. (愛知時計製造株式会社, wörtlich: „Uhrenproduktion Aichi“, engl. Aichi Tokei Manufacturing Co., Ltd.), 1912 Umfirmierung in Aichi Tokei Denki K.K. (愛知時計電機株式会社, wörtlich: „Uhren und elektrische Maschinen Aichi“). Später kam der Flugzeugbau hinzu der Februar 1943 als Aichi Kōkūki K.K. ausgegliedert wurde. 1947 wechselte das Unternehmen in den Automobilbau und produzierte u. a. das dreirädrige Fahrzeug Giant (ヂャイアント号, Jaianto-gō). Im Mai 1949 geht daraus die Shin Aichi Kigyō K.K. (新愛知起業株式会社) die sich im Dezember 1952 in den heutigen Namen umfirmierte. Im November 1959 folgte das erste Modell des Vierräders Cony (コニー, Konī).
Bereits wenige Jahre später begann Nissan, die Aktien des Unternehmens aufzukaufen und erlangte schließlich die Mehrheit. Damit hörte auch die Marke Cony auf zu existieren. Pkw der Marke Cony gab es von 1961 bis 1966. Der Unternehmenshauptsitz befindet sich in Nagoya. Neben der Automobilproduktion beschäftigt sich der Hersteller unter anderem mit der Getriebe- und Motorenbau. Neben Nissan werden auch die Ford Motor Company sowie die Mitsubishi Motors beliefert.
In Nordamerika gehört zudem die AK North America Corporation in Farmington Hills, Michigan zu dem Unternehmen. Diese mit nicht einmal fünf Personen besetzte Niederlassung soll die Teileversorgung in Nordamerika garantieren und ist daher vor allem für die Oldtimerfahrer, Hobbybastler und Werkstattketten von Interesse.

## Modellübersicht

### Cony und Giant

#### Automobile und Lastkraftwagen
- Cony 360[9] (November 1959 bis August 1970: Giant[10], Light Van (Typ AF7)[11], Wide Van (AF11)[12][13][14][15])
- Giant Cony 600 (Light Van)[16]
- Cony Guppy (Typ AF8)[17]

#### Dreirädrige Fahrzeuge
- Die Modelle NA, NO, KA und REX aus der Zeit von 1935 bis 1940 waren dreirädrige Nutzfahrzeuge der Marke Giant.[18]
- Giant AA1 (später AA10, April 1947 bis März 1959)[19]
- Giant AA24 (März 1959 bis September 1960)[19]
- Cony AA27 (März 1959 bis Oktober 1970)[20]

### Datsun und Nissan
- Nissan Sunny Truck (Februar 1970)
- Datsun Cherry Taxi (Juli 1971)
- Datsun Cherry Van (März 1972)
- Nissan Sunny Vanette (Juli 1978)
- Nissan Vanette Largo (August 1982)
- Nissan Vanette (Dezember 1985)
- Nissan Pao (Mai 1989)
- Nissan Serena (Mai 1991)
- Nissan Largo (April 1993)

## Übersicht der Werke
- Hauptwerk in Nagoya (Automobilproduktion und Motorenherstellung)
- Werk in Atsuta
- Werk in Eitoku
- Werk in Matsusaka (erbaut 1975 bis 1977, Produktionsstart April 1977, Getriebeherstellung)
- Werk in Minato (Produktionsstart Dezember 1983, Automobilproduktion)
- Werk in Ōe (Produktionsstart November 1985, Automobilproduktion)
- Werk in Tsu (Produktionsbeginn Dezember 1991)